# Hans Christian Davidsen

Hans Christian Davidsen. Foto: Jens Hoyer

Hans Christian Davidsen (* 9. November 1965 in Hadersleben in Nordschleswig) ist ein deutsch-dänischer Autor, Redakteur, Dozent und Fotograf.

## Leben und Beruf
Davidsen absolvierte die dänische Journalistenschule in Aarhus und arbeitete anschließend als Journalist für die Zeitung JydskeVestkysten in Esbjerg, bevor er 1996 als Kulturredakteur bei der dänisch-deutschen Zeitung Flensborg Avis in Flensburg angestellt wurde. Bei Flensborg Avis moderiert er außerdem die Web-TV-Serie „Kultur an der Grenze“ (dänisch: „Kultur på Grænsen“). und ist dort Mitglied des Aufsichtsrates.
Er veröffentlichte mehrere Bücher zu Themen aus dem dänisch-deutschen Grenzland. In den Büchern behandelt er vor allem kulturhistorische bzw. historische Themen aus Schleswig-Holstein und der Region Nordschleswig, die von 1864 bis 1920 deutsch war, heute aber zu Dänemark gehört.
Mit seinem dänischsprachigen Buch Nazisternes sidste tilflugt (dt. „Die letzte Zuflucht der Nazis“) und einer Vielzahl von Vorträgen bzw. Zeitungsberichten hat Davidsen zu einer Debatte darüber beigetragen, wie Flensburg im öffentlichen Raum an die Tatsache erinnern kann, dass die Stadt im Mai 1945 die Endstation der Rattenlinie Nord und Sitz der Regierung Dönitz war.
Davidsen lebt in Flensburg.

## Werke
- I Krig & Kærlighed - en bog om filmen og 1. Verdenskrig. Gyldendal 2018. Zusammen mit  Karsten Skov
- Danmark syd for grænsen. En kulturguide til Sydslesvig. Hovedland 2019
- Heling og deling. Fortællinger og tekster om genforeningen. Hovedland 2020 (Redaktion)
- Forelsket i Flensborg. Insidertips fra grænsebyen. Hovedland 2021.[5]
- Nolde - Maleren, der trådte ved siden af. Politikens Forlag 2021.[6]
- Nazisternes sidste tilflugt. Hovedland 2022.

## Auszeichnungen
- 2023: Sprach- und Kulturpreis des Vereins für dänische Sprache (Sprogforeningen)[7]